# Подрясное
Подрясное (укр. Підрясне) — село во Львовской городской общине Львовского района Львовской области Украины.
Население по переписи 2001 года составляло 342 человека. Занимает площадь 2,92 км². Почтовый индекс — 81085. Телефонный код — 3259.